# Kristen Parker
Kristen Parker es un personaje de la serie A Nightmare on Elm Street. 
Es coprotagonista y de la tercera película de la serie A Nightmare on Elm Street 3: Dream Warriors y la protagonista en la siguiente película A Nightmare on Elm Street 4: The Dream Master. Es interpretada por la actriz Patricia Arquette en Dream Warriors y Tuesday Knight en The Dream Master . Ella es el miembro central de los "guerreros del sueño", siete adolescentes que tienen que aprender a luchar en grupo para sobrevivir a su torturador espectral, el enigmático asesino Freddy Krueger , y tiene la capacidad de atraer a otros a sus sueños, además de ser un acróbata de nivel olímpico en sus sueños.

## Apariciones en el cine

### Patricia Arquette
Kristen Parker (Patricia Arquette) aparece por primera vez en la escena inicial de una pesadilla, donde un hombre terrible y desfigurado la acecha y atormenta implacablemente, hasta que finalmente parece que se corta las venas como un intento de suicidio en la vida real, lo que obliga a su madre Elaine para internarla en el Hospital Psiquiátrico Westin Hills. Esto lleva a Kristen a unirse a Phillip Anderson, Joey Crusel, Will Stanton, Jennifer Caulfield y Taryn White, quienes han tenido las mismas experiencias con un terrible " hombre del saco " en sus sueños. La conservadora Dra. Elizabeth Simms se niega a reconocer cualquier elemento sobrenatural en sus aflicciones, insistiendo en cambio en que el elemento común de un hombre del saco en sus sueños es el resultado de histeria colectiva y "los subproductos de la culpa". Se presenta a los adolescentes a un nuevo miembro del personal: Nancy Thompson de la película original Elm Street . Cuando su torturador intenta matarla en otra pesadilla en forma de una serpiente grotesca gigante, Kristen, aterrorizada, empuja desesperadamente a Nancy, el único miembro del personal en el que realmente confía, al mundo de los sueños , y la aparición y el ataque inesperados de Nancy distraen al monstruo el tiempo suficiente. para que las dos escapen. Después de que Phil y Jennifer mueren mientras duermen, en lo que parece ser un accidente o un suicidio, Nancy les explica a los cinco pacientes restantes y al Dr. Neil Gordon que la identidad del hombre del saco es Freddy Krueger , un asesino de niños a quien sus padres, incluidos los de Nancy, lincharon y quemaron vivo hace años, y su espíritu no muerto ahora persigue a sus hijos en sus pesadillas como venganza.
Nancy concluye que Kristen tiene la capacidad de atraer a otros a sus sueños y que sus dones podrían usarse para vencer a Krueger. Después de que una hipnosis grupal no autorizada hace que Krueger capture a Joey y lo deje en coma, Nancy y el Dr. Gordon son despedidos, lo que hace que Kristen se vuelva loca y, en consecuencia, sea sedada y enviada a la habitación tranquila por su arrebato. Mientras que el padre de Neil y Nancy, Donald, se embarca en una misión para dar a los restos de Krueger un entierro adecuado en la realidad, a Nancy se le concede una última reunión con los adolescentes y, utilizando la hipnosis grupal, ingresan al mundo de los sueños justo cuando Kristen sucumbe a la sedación. Taryn y Will son asesinados por Krueger, mientras que Nancy, Kristen y Roland logran rescatar a Joey y luego aparentemente derrotan a Krueger, pero mientras Kristen observa con horror, él los supera apareciendo y apuñalando fatalmente a Nancy disfrazado de su padre, a quien, sin que Nancy lo supiera, había matado en la vida real mientras los 'guerreros de los sueños' estaban ocupados en el mundo de los sueños. Neil logra rociar los huesos de Krueger conagua bendita y aparentemente es vencido en el mundo de los sueños antes de que pueda asesinar a Kristen también. Entre lágrimas, Kristen promete enviar a la moribunda Nancy a un "hermoso sueño", y algún tiempo después, Kristen, Neil, Roland y Joey asisten al funeral de Nancy. 

### Tuesday Knight
En el momento de The Dream Master , Kristen (Tuesday Knight) ha regresado a una vida aparentemente normal, pero experimenta sueños ominosos y premonitorios que parecen insinuar constantemente que Freddy Krueger todavía está presente, aunque él no se muestra directamente a ella. En la secuela, se ha convertido en una fumadora compulsiva para calmarse. Ahora tiene una relación sentimental con su compañero de clase Rick Johnson y también se ha hecho amiga de su hermana Alice ., junto a Sheila Kopecky y Debbie Stevens. La angustia y la paranoia nocturnas de Kristen hacen que atraiga repetidamente a los guerreros de los sueños sobrevivientes Roland Kincaid y Joey Crusel a sus sueños por instinto cada vez que se siente amenazada, un hábito por el que ambos la regañan. Sin embargo, los peores temores de Kristen resultan ser ciertos cuando Krueger se resucita a sí mismo en el sueño de Kincaid y lo asesina durante una noche en la que Kristen se mantiene despierta y, por lo tanto, incapaz de acudir en su ayuda; luego también asesina a Joey y, a la mañana siguiente, Kristen le habla de sus miedos a Alice, quien le recomienda que tome el control de sus sueños y "piense en algún lugar divertido". Kristen entra en pánico cuando se da cuenta de que Joey y Kincaid no están en sus asientos en clase y se da cuenta de lo que ha sucedido: en medio de la confusión, queda inconsciente y luego sueña que la enfermera de la escuela que la atiende es Krueger, pero la despierta la verdadera enfermera antes de que pueda matarla.
Ahora resignada a su inevitable destino, Kristen finalmente le cuenta a Alice, Rick y su amigo Dan Jordan sobre Freddy Krueger en la antigua casa de Thompson/Walsh en 1428 Elm Street , ahora una casa embrujada en descomposición. Son interrumpidos por la madre de Kristen, Elaine, quien llama a su hija a casa. Allí cenan juntos, pero Kristen se da cuenta de que su madre le había puesto pastillas para dormir en su leche en un intento equivocado de ayudarla. Kristen intenta desesperadamente llamar a Alice, pero se queda dormida. Kristen logra soñarse a sí misma en su "hermoso sueño", una plácida playa tropical, pero Krueger interrumpe y corrompe el sueño en otra pesadilla. Provocada implacablemente por Krueger, Kristen llama a Alice presa del pánico, atrayéndola a sus sueños. Con lágrimas en los ojos, Kristen intenta despertarla y se disculpa, pero mientras Kristen intenta proteger a Alice de Krueger, Alice observa con horror cómo arroja a Kristen a su caldera, quemándola viva, pero antes de morir, le da sus poderes a Alice. aunque primero pasa por Krueger, quien luego toma el alma de Kristen. En la casa de los Parker, Alice, Rick y Elaine observan impotentes cómo el cuerpo de Kristen se asa aparentemente en un accidente por fumar en la cama.